# Lacinipolia patalis
Lacinipolia patalis là một loài bướm đêm trong họ Noctuidae.